# アハビダ橋
アハビダ橋（ポルトガル語: Ponte da Arrábida）は、ポルトガルのポルトとヴィラ・ノヴァ・デ・ガイアの間に架かるドウロ川の橋梁。

## 地理

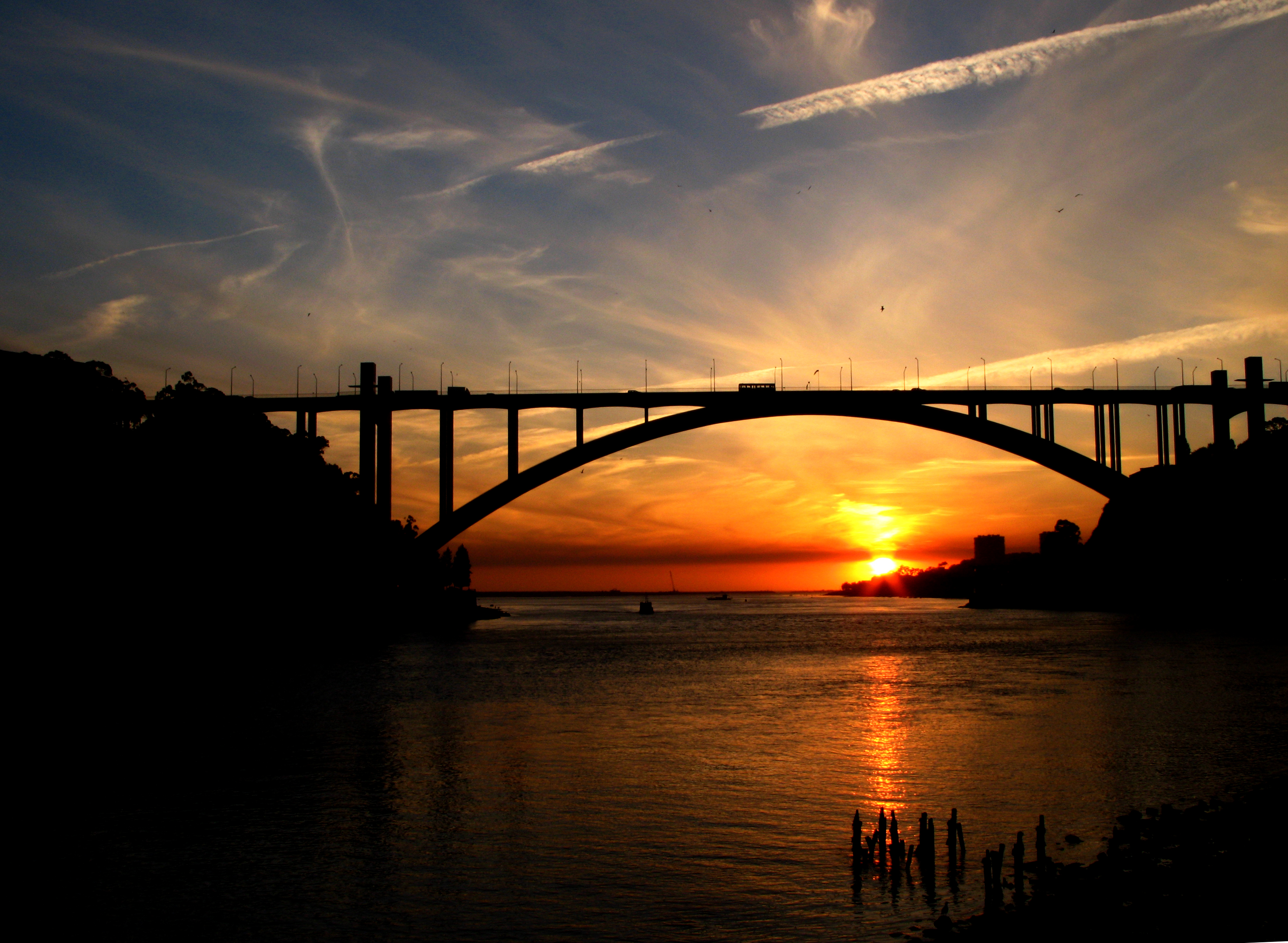
大西洋に沈む夕日とアハビダ橋

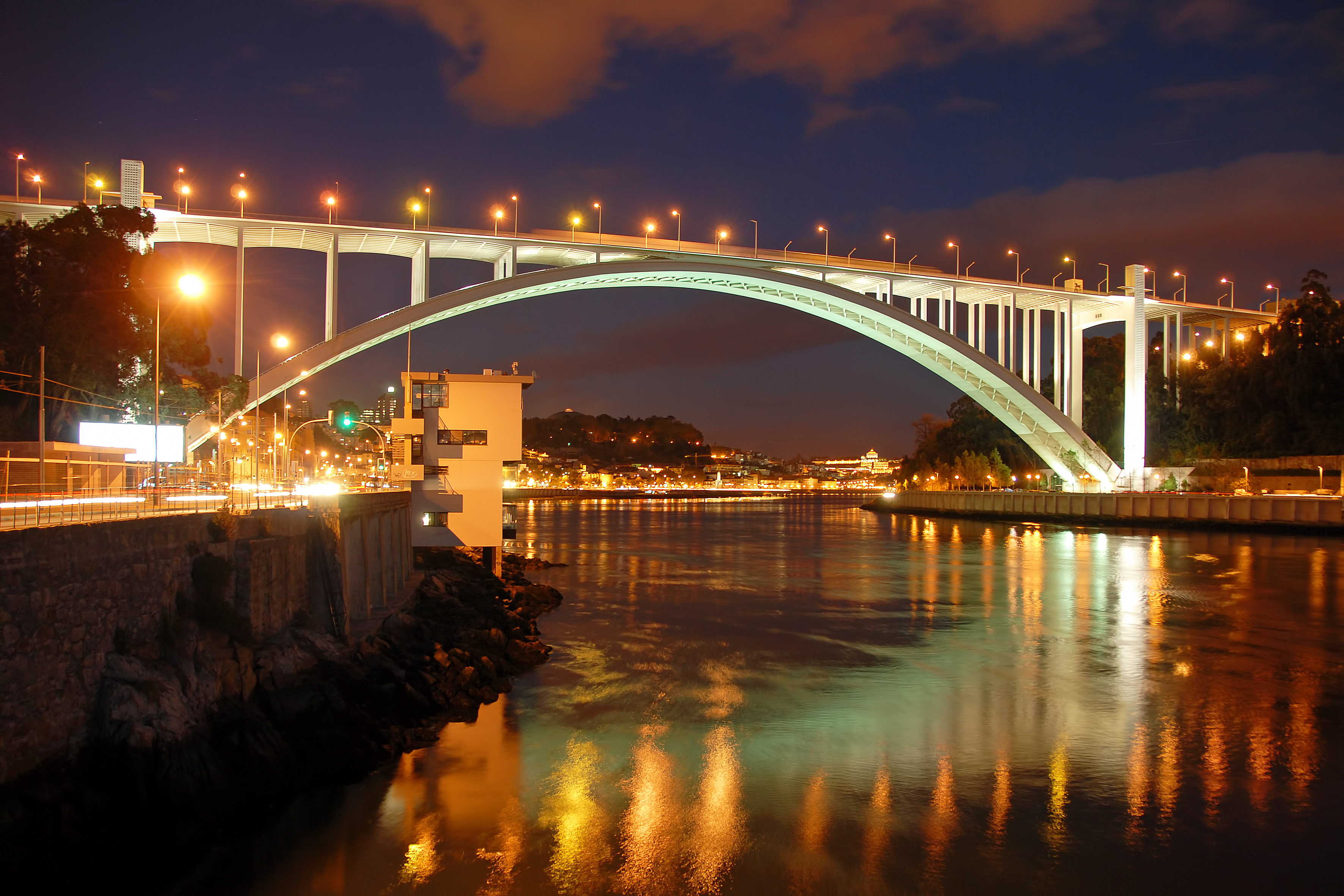
ライトアップされるアハビダ橋

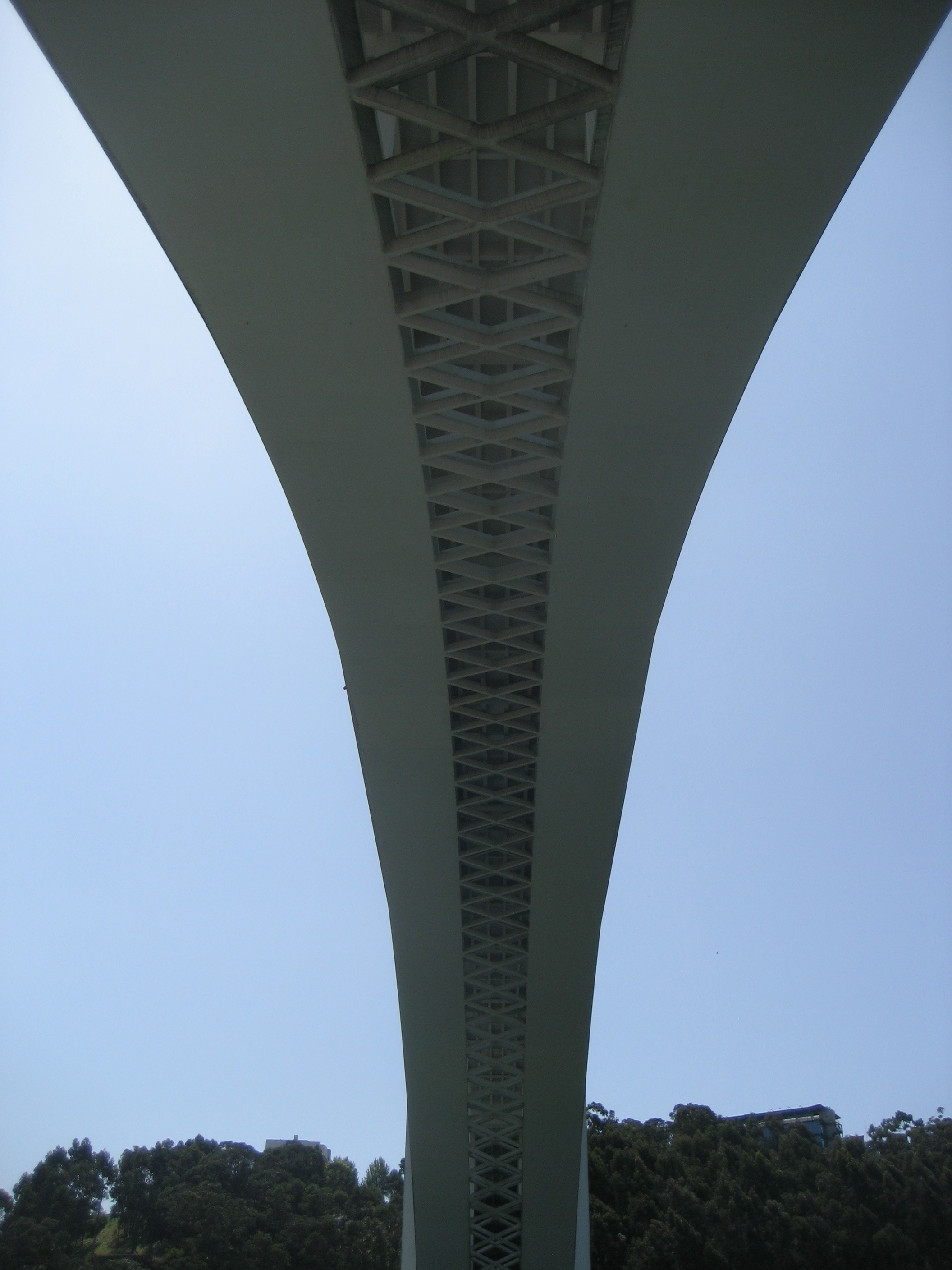
下部

アハビダ橋は北緯41度8分50秒、西経8度38分26秒に位置している。
ポルトとヴィラ・ノヴァ・デ・ガイアの間を流れるドウロ川には、ドン・ルイス1世橋など何本かの橋が架けられている。それらの橋のうち、最もドウロ川の河口近くに架けられているのがアハビダ橋であり、大西洋から数kmの距離にある。E01号線の一部として利用される自動車専用橋であり、片側3車線（合計6車線）の道路が通っている。

## 構造
アハビダ橋は、鉄筋コンクリート製のアーチ橋である。
支間は270 m。幅はStructurae.netによると26 m、Technical Dataによると25 m。全長は493 m。
使用された鉄材は約2250 t、コンクリートは約2万 t。川面からの高さは約70 m。

## 歴史
ポルト市とヴィラ・ノヴァ・デ・ガイア市との間には他に何本も橋がかけられている。アハビダ橋が作られるよりも前から、すでに他の橋がかけられていた。しかし、1930年代以降、既存の橋における交通量が増加し、その交通量を既存の橋だけではさばけなくなってきたために、新たな橋としてアハビダ橋の建設が計画された。
アハビダ橋の建設工事は1957年に始まり、1963年6月22日に開通した。開通から50年以上が経過しても現役の自動車用道路橋として使用されている
。